# Héroes de Chapultepec, Michoacán de Ocampo
Héroes de Chapultepec är en ort i Mexiko.   Den ligger i kommunen José Sixto Verduzco och delstaten Michoacán de Ocampo, i den centrala delen av landet, 270 km väster om huvudstaden Mexico City. Héroes de Chapultepec ligger 1 694 meter över havet och antalet invånare är 1 651.
Terrängen runt Héroes de Chapultepec är platt åt nordväst, men åt sydost är den kuperad. Runt Héroes de Chapultepec är det ganska tätbefolkat, med 104 invånare per kvadratkilometer. Närmaste större samhälle är Abasolo, 15,7 km norr om Héroes de Chapultepec. Trakten runt Héroes de Chapultepec består till största delen av jordbruksmark.